# Shcherbakov Shche-2
O Shcherbakov Shche-2, em russo:  Ще-2, também conhecido como TS-1 e o apelido "Pike", foi um avião utilitário bimotor fabricado na União Soviética, projetado por Aleksei Shcherbakov e produzido pelo OKB-47 para atender os requisitos de um avião de transporte e ligação leve para a Força Aérea Soviética durante a Segunda Guerra Mundial. Provando ser um sucesso, ele permaneceu em serviço por vários anos depois da guerra tanto em uso civil quanto militar, na União Soviética e em nações aliadas a ela.